# 约翰内斯·贝德诺尔茨
约翰内斯·格奥尔格·贝德诺尔茨（德語：Johannes Georg Bednorz，德語發音：[ˈɡeːɔʁk ˈbɛdnɔʁt͡s] ⓘ，1950年5月16日—），德国物理学家，因在发现陶瓷材料中的超导电性（高温超导）所作的重大突破，与卡尔·米勒共同获得1987年的诺贝尔物理学奖。

## 生平
1950年5月16日，贝德诺尔茨出生在德国北莱茵-威斯特法伦州的诺伊恩基兴，有一个姐姐和两个哥哥，父亲是小学老师，母亲是钢琴教师，他们在贝德诺尔茨小时候曾引导他学习古典音乐，但他却不喜欢练习钢琴，而是帮他的哥哥们修理摩托车和汽车，展现出他的动手实践能力。贝德诺尔茨对自然科学的兴趣起源于学习化学，而不是物理，物理更偏向于理论，而在学习化学中，他可以自己做实验，充分发挥动手能力。
1968年，贝德诺尔茨开始在明斯特大学学习化学，但却在大课授课的气氛中感到失落，他很快换专业到矿物学中的晶体学，基于化学和物理之间。
经导师的安排，贝德诺尔茨在1972年去IBM公司的苏黎世研究实验室进行为期3个月的夏季交流学生，前往瑞士对他来说是一个重要的决定。在那里，他在卡尔·米勒领导的部门工作，学习了晶体生长的不同方法、材料特性和固体化学，他很快感受到实验室中的自由，学会用自己的方法解决新问题。1973年再一次前往苏黎世交流后，1974年又到苏黎世附近的Rüschlikon，完成了关于晶体生长和SrTiO3特性的硕士论文中的实验部分。钙钛氧化物是米勒的研究方向，他建议贝德诺尔茨继续在这类材料上做研究。
贝德诺尔茨1976年硕士毕业后回到明斯特，1977年加入了瑞士苏黎世联邦理工学院（ETH Zürich）的固体物理学研究所，开始攻读博士学位，导师仍旧是米勒。贝德诺尔茨在完成对钙钛氧化物CaTiO3型晶体生长的结构、导电特性和极化特性等的研究后，于1982年获得博士学位，并加入IBM公司。

## 研究
自从超导电性被发现以来，超导技术有被广泛应用的潜力，但是由于超导转变温度太低，需要昂贵的液氦设备，科学家们努力探索提高超导转变临界温度的途径，对高临界温度超导电性（高温超导）的探索成为凝聚态物理学的一个重要课题。
贝德诺尔茨与卡尔·米勒紧密合作开始于1983年对高临界温度的超导氧化物的系统研究，1986年获得重要发现。他们在陶瓷材料中发现超导电性，钡镧铜氧化物（BaLaCuO或LBCO）的临界温度是绝对零度以上33度（即开尔文33度），这在当时是临界温度的最高纪录，高于前一纪录12开尔文度。这一发现对全球许多新型超导材料的研究起到了突破性的作用，最终超导转变温度达到开尔文135度。

## 荣誉
- 1986年Marcel Benoist奖
- 1987年诺贝尔物理学奖
- 1987年Fritz London纪念奖
- 1987年Dannie Heineman奖
- 1987年Robert Wichard Pohl奖
- 1988年惠普欧洲物理奖
- 1988年APS国际材料研究奖
- Minnie Rosen奖
- Viktor Mortiz Goldschmidt奖
- Otto Klung奖